# Iso Koihnanneva
Iso Koihnanneva este o arie protejată (arie specială de conservare — SAC, sit de importanță comunitară — SCI, arie de protecție specială avifaunistică — SPA) din Finlanda întinsă pe o suprafață de 1.390 ha, integral pe uscat.

## Localizare
Centrul sitului Iso Koihnanneva este situat la coordonatele 62°20′58″N 22°28′20″E / 62.3494°N 22.4722°E.

## Înființare
Situl Iso Koihnanneva a fost declarat sit de importanță comunitară în august 1998 pentru a proteja 12 specii de animale. Alte tipuri de protecție:
- arie de protecție specială avifaunistică (în august 1998)[2]
- arie specială de conservare (în aprilie 2015)[1][3][4]

## Biodiversitate
Situată în ecoregiunea boreală, aria protejată conține 4 habitate naturale: Lacuri și iazuri distrofice naturale, Turbării active, Taiga vestică, Mlaștini împădurite.
La baza desemnării sitului se află mai multe specii protejate de  păsări (12): prundaș de nămol (Calidris falcinellus), lebădă de iarnă (Cygnus cygnus), șoim de iarnă (Falco columbarius), vânturel roșu (Falco tinnunculus), cufundar mic (Gavia stellata), cocor (Grus grus), Lyrurus tetrix tetrix, codobatura galbenă (Motacilla flava), ploier auriu (Pluvialis apricaria), chiră de baltă (Sterna hirundo), fluierar de mlaștină (Tringa glareola), fluierarul cu picioare roșii (Tringa totanus).
Pe lângă speciile protejate, pe teritoriul sitului au mai fost identificate 1 specie de plante, 3 specii de mamifere.